# Johann Julius Gottfried Ludwig Frank
Johann Julius Gottfried Ludwig Frank (Gotha, 8 dicembre 1808 – San Paolo, 19 giugno 1841) è stato uno storico e giurista tedesco.

## Biografia

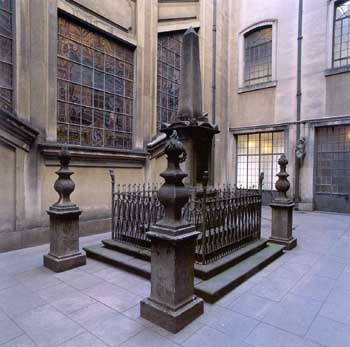
Tumulo di Julius Frank

Johann Julius Gottfried Ludwig Frank, chiamato Julius Frank in Brasile, nasce a Gotha l'8 dicembre 1808. Frank frequentò L'Università di Gottinga all'età di 17 anni. A causa di problemi finanziari fu costretto a fuggire a Lipsia dopo a Berlino. L'anno 1828 è immigrato a San Paolo in Brasile.
L'anno 1834 iniziò ad insegnare alla Facoltà di Giurisprudenza dell'Università di San Paolo como professore di storia e filosofia. È stato il fondatore della prima Burschenschaft brasiliana (Bucha), la quale contribuì a diffondere gli ideali repubblicani e liberali nell'epoca dell'Impero del Brasile.
Nel 1841 Frank morì di polmonite e fu sepolto nella Facoltà di Giurisprudenza di San Paolo.